# 新疆裸重唇鱼
新疆裸重唇鱼（学名：Gymnodiptychus dybowskii）为輻鰭魚綱鯉形目鲤科裸重唇鱼属的鱼类，俗名裸黄瓜鱼、白鱼、黄鱼。分布于中亚地区锡尔河、巴尔哈什湖支流上游、伊塞克湖以及伊犁河流域、准噶尔盆地诸水域、开都河、乌鲁木齐等。该物种的模式产地在巴尔喀什湖、阿拉湖。體長可達45公分，棲息在河川及湖泊，屬肉食性，以昆蟲及軟體動物等為食，其卵及脾臟有毒。

## 扩展阅读
維基物種上的相關：新疆裸重唇鱼